# 準調和近似
固体物理学における準調和近似（じゅんちょうわきんじ、英: quasi-harmonic approximation, QHA）とは、熱膨張のような体積依存性のある熱現象を説明する際にもちいられる、フォノンに基くモデルである。 格子定数のそれぞれを調節可能なパラメータとみなし、かつ調和振動子近似できることを仮定する。

## 概要
準調和近似は結晶格子の動力学を記述するフォノンモデルを拡張したものである。フォノンモデルは全ての原子間に働く力が調和的であることを仮定するが、すると平衡距離が温度によらず一定になってしまうため熱膨張のような現象を記述することができない。
ここで、準調和近似モデルは、フォノン振動数に体積依存性をくわえ、体積が一定の条件下では調和近似が成り立つものとする。

## 熱力学
準調和近似のもとでは、ある結晶格子のヘルムホルツエネルギーFは以下のように書ける。
{\displaystyle F(T,V)=E_{\rm {lat}}(V)+U_{\rm {vib}}(T,V)-TS(T,V)}
ここでElatは静的な格子内部エネルギー、Uvibは格子の振動内部エネルギー、つまりフォノン系のもつエネルギー、Vは体積、Sは系の振動自由度に由来するエントロピーである。振動エネルギーは以下の式で与えられる。
{\displaystyle U_{\rm {vib}}(T,V)={\frac {1}{N}}\sum _{{\boldsymbol {k}},i}{\frac {1}{2}}\hbar \omega _{{\boldsymbol {k}},i}(V)+{\frac {1}{N}}\sum _{{\boldsymbol {k}},i}{\frac {\hbar \omega _{{\boldsymbol {k}},i}(V)}{\exp(\Theta _{{\boldsymbol {k}},i}(V)/T)-1}}={\frac {1}{N}}\sum _{{\boldsymbol {k}},i}\left[{\frac {1}{2}}+n_{{\boldsymbol {k}},i}(T,V)\right]\hbar \omega _{{\boldsymbol {k}},i}(V)}
ここで、Nは項の総数、{\textstyle \Theta _{{\boldsymbol {k}},i}(V)=\hbar \omega _{{\boldsymbol {k}},i}(V)/k_{B}}は波数ベクトルkにおけるi番目のフォノンの体積Vの条件下での特性温度、{\textstyle n_{{\boldsymbol {k}},i}(T,V)}は温度Tおよび体積Vにおける(k, i)-フォノンの数である。慣例のとおり、{\textstyle \hbar }は換算プランク定数およびkBはボルツマン定数である。Uvibの初項はフォノン系の零点エネルギーであり、熱膨張に零点熱圧力として貢献する。
ヘルムホルツ自由エネルギーFは以下のとおり与えられる。
{\displaystyle F=E_{\rm {lat}}(V)+{\frac {1}{N}}\sum _{{\boldsymbol {k}},i}{\frac {1}{2}}\hbar \omega _{{\boldsymbol {k}},i}(V)+{\frac {1}{N}}\sum _{{\boldsymbol {k}},i}k_{B}T\ln \left[1-\exp(-\Theta _{{\boldsymbol {k}},i}(V)/T)\right]}
また、エントロピーSは次のように与えられる。
{\displaystyle S=-\left({\frac {\partial F}{\partial T}}\right)_{V}=-{\frac {1}{N}}\sum _{{\boldsymbol {k}},i}k_{B}\ln \left[1-\exp(-\Theta _{{\boldsymbol {k}},i}(V)/T)\right]+{\frac {1}{NT}}\sum _{{\boldsymbol {k}},i}{\frac {\hbar \omega _{{\boldsymbol {k}},i}(V)}{\exp(\Theta _{{\boldsymbol {k}},i}(V)/T)-1}}}
簡単に確かめられるとおり、これらはF = U − TSを満たす。
kの関数としての周波数ωは分散関係と呼ばれる。体積Vを一定値に保つ条件の下では、これらの方程式は調和近似に相当することに注意されたい。
ルジャンドル変換を適用することにより系のギブズ自由エネルギーGを温度と圧力の関数として書くこともできる。
{\displaystyle G(T,P)=\min _{V}\left[E_{\rm {lat}}(V)+U_{\rm {vib}}(V,T)-TS(T,V)+PV\right]}
ここでPは圧力である。Gは所与のTおよびPにおける平衡体積において最小値をとる。

## 派生物理量
ギブズ自由エネルギーが得られたならば、そこから派生して多くの熱力学量が得られる。以下に、調和近似だけでは決定することのできない物理量をいくつか示す。

### 平衡体積
圧力および温度の関数としての体積V(P, T)はギブズ自由エネルギーを最低化することにより得られる。

### 熱膨張係数
熱膨張係数αVはV(P, T)から以下のように得られる。
{\displaystyle \alpha _{V}={\frac {1}{V}}\left({\frac {\partial V}{\partial T}}\right)_{P}}

### グリュナイゼン定数
グリュナイゼン定数γは各フォノンモードごとに以下のように定義される。
{\displaystyle \gamma _{i}=-{\frac {\partial \ln \omega _{i}}{\partial \ln V}}}
ここでiはフォノンモードを表わす添字である。総グリュナイゼン定数はすべてのγiの総和として得られる。グリュナイゼン定数は系の非調和性の尺度であり、熱膨張に密接に関連する。